# لنارت پوترینگ
لنارت پوترینگ (انگلیسی: Lennart Poettering؛ زادهٔ ۱۵ اکتبر ۱۹۸۰) توسعه‌دهنده نرم‌افزار، برنامه‌نویس، و مهندس اهل آلمان است. وی نویسنده اصلی systemd و آواهی است.